# Nowy Puć (rejon brahiński)
Nowy Puć (biał. Новы Пуць; ros. Новый Путь, Nowyj Put´) – osiedle na Białorusi, w obwodzie homelskim, w rejonie brahińskim, w sielsowiecie Uhły. 

## Historia
Miejscowość została założona na początku XX wieku przez przesiedleńców z okolicznych wiosek. Największy rozwój osiedla przypadł na lata 20 XX wieku. W 1930 roku miejscowość obejmowała 27 domów. W 1931 roku powstał kołchoz. W 1959 roku Nowy Puć liczył 212 mieszkańców.